# Prunus nipponica
Cerisier alpin du Japon
Espèce
Classification phylogénétique
Prunus nipponica, aussi appelé cerisier alpin du Japon, est une espèce de plantes à fleurs de la famille des Rosaceae. C'est un arbuste endémique du Japon.